# Большой Казачий переулок
Большой Каза́чий переулок — переулок в Адмиралтейском районе Санкт-Петербурга. Проходит от Гороховой улицы до Загородного проспекта.

## История названия
Название Казачий переулок известно с 1795 года, оно дано по находящемуся здесь Донскому казачьему подворью.
В 1821—1846 годы существовало наименование Кривой переулок (связано с конфигурацией проезда). Одновременно использовались названия Казачий Кривой переулок, 1-й Казачий переулок.
Современное название Большой Казачий переулок дано 7 марта 1880 года.
С 3 января 1925 года по 7 июля 1993 года переулок совместно с Малым Казачьим переулком назывался переулок Ильича в честь В. И. Ленина.

## История
Переулок возник во второй половине XVIII века.

## Достопримечательности
- Казачьи бани

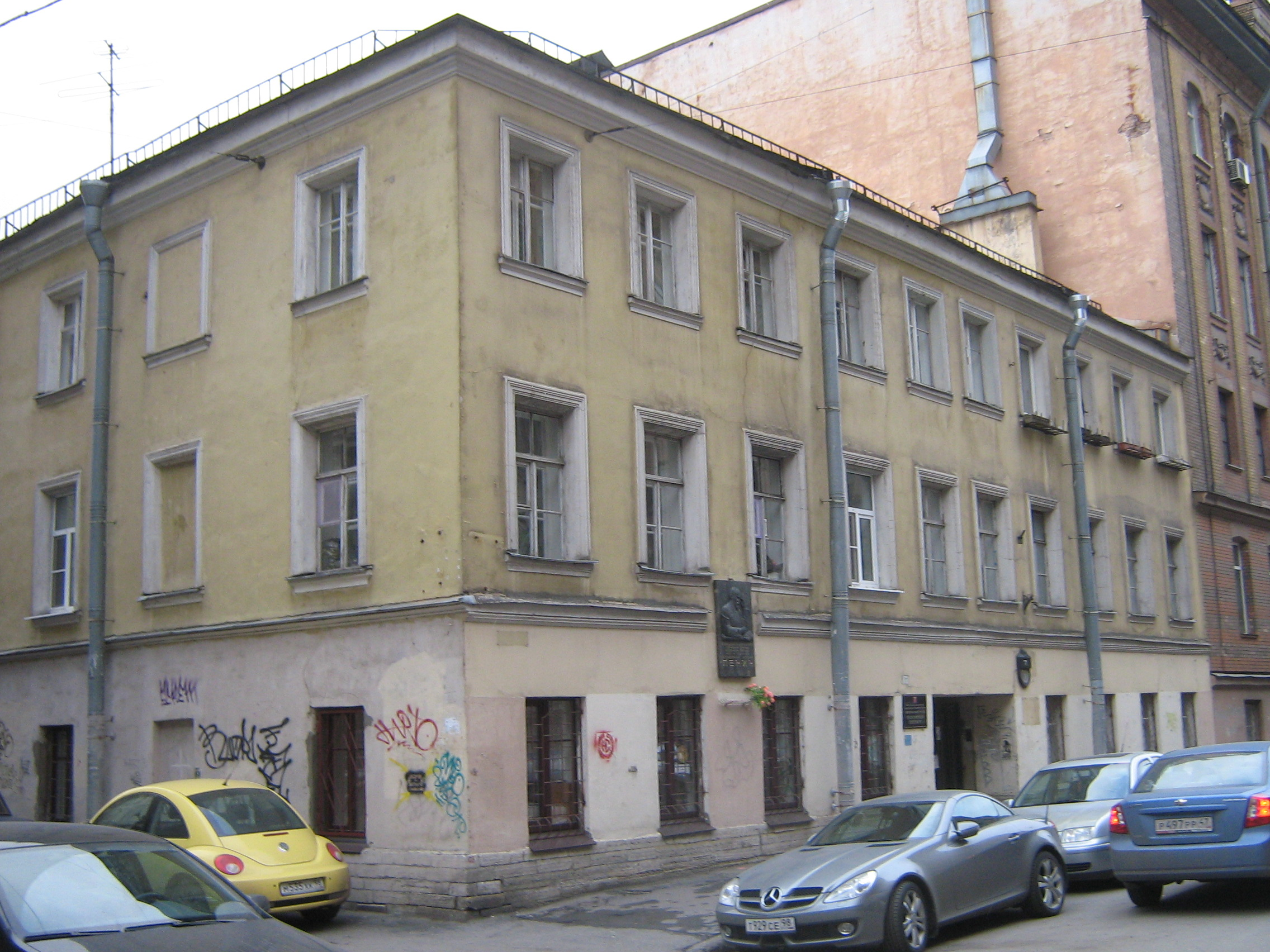
Мемориальный музей «Разночинный Петербург»

- Мемориальный музей «Разночинный Петербург»
- Дом 1 — дом Е. А. Дерновой, построен по проекту техника И. Н. Иорса в 1901—1902 гг.[2]
- Дом 4  7830935000 — доходный дом Н. П. Семёнова, 1914—1915 гг., арх-р Сергей Гингер[2].
- Дом 6  7830936000 — доходный дом М. В. Захарова, 1901—1903 гг., гражд. инж. Пётр Батуев.
- Дом 7  7802675000 — здесь в 1894—1895 годы жил В. И. Ленин.
- Дом 9  7830937000 — дом Зайцева (Ф. И. Кривдина), 1832, перестроен в 1905-м под руководством архитектора Алексея Шильцова[2].